# Rina Nakanishi
Pour les articles homonymes, voir Nakanishi.
 Rina Nakanishi  (中西 里菜, Nakanishi Rina) née le 26 juin 1988 à Oita, Japon est une chanteuse et idole japonaise, membre du groupe de J-pop AKB48.

## Biographie
Rina Nakanishi est née le 26 juin 1988 à Ōita, Japon. Elle quitte le lycée d'Ōita en 2005 pour le groupe féminin japonais de pop AKB48. Elle passe une audition et devient un des tout premier membre du groupe AKB48's « Team A » ainsi que de l'unité Chocolove from AKB48. Elle est diplômée de AKB48 après sa dernière représentation au 4e Stage Revival de Team A qui a eu lieu en novembre 2008. Elle quitte le groupe en prétextant des douleurs au dos et de l'asthme, sortant peu après un photobook et un DVD en solo à l'occasion de son départ. Au mois de juin 2010, elle annonce sur son blog qu'elle retourne à Ōita, sa ville natale, pour marquer une pause et recharger ses batteries,,. Elle ferme ses site et blog officiels.
D'après les médias japonais, elle aurait en fait changé d'identité et de carrière, faisant un retour remarqué dès le mois suivant dans l'industrie pornographique en tant qu'AV Idol sous la nouvelle identité de Rico Yamaguchi, sans lien officiel avec sa précédente identité pour des raisons contractuelles (son ancienne agence d'artiste interdisant par contrat toute reconversion dans ce domaine pour ne pas ternir l'image du groupe). Aucune confirmation officielle ne sera jamais apportée.
Le 13 juin 2013, elle annonce qu'elle est maintenant mariée. Il est révélé par la suite le 21 septembre 2013, qu'elle a eu auparavant un enfant.

## Produits en solo
Photobook
- 2009.03.?? : Nakanishi Rina FIRST Shashinshuu ~AKB48 Graduation~ (中西里菜 FIRST 写真集 ~AKB48 Graduation~?)

DVD
- 2009.04.24 : Nakanishi Rina FIRST DVD ~AKB48 Graduation~ (中西里菜 FIRST DVD ~AKB48 Graduation~?)